# Guaibasauridae
Los guaibasáuridos (Guaibasauridae) son una familia de dinosaurios saurisquios posiblemente basal a la división entre terópodos y sauropodomorfos, que vivieron a finales del período Triásico, hace aproximadamente 225 millones de años en el Carniense, en lo que es hoy Sudamérica y posiblemente Europa. 
La apariencia y clasificación exacta de Guaibasauridae es incierta. La familia fue originalmente propuesta por José Fernando Bonaparte et al. en 1999 conteniendo un solo género y especie, Guaibasaurus candelariensis. Cuando un segundo espécimen de Guaibasaurus fue descrito a partir de mejores restos en 2007, se hizo más fácil compararlo a otros saurisquios tempranos enigmáticos, que son a menudo difíciles de clasificar porque combinan características de los dos grupos saurisquios principales, Theropoda y Sauropodomorpha. Bonaparte et al., a la luz de la información ganada de este segundo espécimen, encontró que el género Saturnalia, que es muy similar a Guaibasaurus, podría ser asignado a Guaibasauridae, aunque no presentaron un análisis filogenético ni definieron a Guaibasauridae como un clado. Los investigadores también asignaron tentativamente el género mal conocido Agnosphitys a esta familia.
Bonaparte et al. encontraron que los guaibasáuridos tienen más características en común con los terópodos que con los sauropodomorfos tempranos o prosaurópodos. Debido a esto, según Bonaparte, es más probable que sea un grupo muy basal en la rama que lleva hacia sauropodomorfos, o un grupo ancestral a los sauropodomorfos y a los terópodos. Además, los autores interpretan esto como evidencia que el antepasado común de ambos linajes de saurisquios era más similar a los terópodos que a los prosaurópodos.